# Ugljan (vesnice)
Ugljan (italsky Ugliano) je vesnice a přímořské letovisko v Chorvatsku v Zadarské župě, nacházející se na stejnojmenném ostrově, spadající pod opčinu Preko. V roce 2011 zde žilo celkem 1 278 obyvatel. V roce 1991 většinu obyvatelstva (87,75 %) tvořili Chorvati. Vesnice je nejsevernějším sídlem ostrova Ugljan.
Jedinou sousední vesnicí je Lukoran. Nejdůležitější dopravní komunikací je silnice D110.